# ماکسیمیلیان سوم یوزف
ماکسیمیلیان سوم یوزف (انگلیسی: Maximilian III Joseph, Elector of Bavaria؛ زاده ۲۸ مارس ۱۷۲۷ درگذشته ۳۰ دسامبر ۱۷۷۷)دوک بایرن و فرزند کارل هفتم، امپراتور مقدس روم و ماریا املیا اتریش بود.